# Ikbal Hanimefendi
Ikbal Hanimefendi (22. října 1876 – 10. února 1941) byla čerkeská otrokyně prodaná do Egypta, která se stala konkubínou chedivy Abbase II. Hilmího, posledního držitele titulu chediv v Egyptě a Súdánu. Byla také jeho první manželkou. 

## Život
Ikbal se narodila v říjnu 1876 na Krymu v Rusku. Původem byla Čerkeska. Její rodné jméno není známo. Stala se otrokyní Valide Paši Emine Ilhamy, manželky chedivy Tewfika Paši. Byla poslána jako dar pro prince. Byl to právě mladý Abbas, který ji spatřil jako první. Jelikož odpovídala tehdejšímu ideálu ženy na Středním východě, ihned se do ní zamiloval. 
V devatenácti letech se Ikbal stala princovou konkubínou, který si ji nakonec v únoru 1895 vzal za ženu. Stala se potom hlavní chedivovou konkubínou. 
Ikbal ráda nosila šaty v evropském stylu a tento styl vštěpovala i svým třem dcerám. Studovala společně se svými dcerami a měla otevřenou a čistou mysl. Jako hlavní konkubína se stala nejkrásnější egyptskou ženou a byla prezentována jako ideální manželka. Také se účastnila operních představení, protože nevystupoval na veřejnosti jako panovnice.
I když bylo manželství plné lásky, chediv Abbas II se s ní v roce 1900 rozvedl poté, co měl úlet s krásnou Maďarkou z Filadelfie, Mariannou Török, se kterou se setkal na Tereziánské akademii ve Vídni jako student. V květnu 1910 se s ní i oženil.
I když stále byla hlavní konkubínou, chediv Abbas se s ní již nikdy znovu neoženil. Zemřela v únoru 1941 v Jeruzalémě během Britského mandátu v Palestině.

## Děti
Spolu s Abbásem měla Ikbal šest dětí:
- Princezna Emina (1895 – 1954), nikdy se neoženila a neměla děti
- Princezna Atiyaullah (1896 – 1971), provdala se a měla dva syny
- Princezna Fathiya (1897 – 1923), provdala se, ale neměla děti
- Princ Muhammad Abdel Moneim (1899 – 1979), oženil se a měl děti
- Princezna Lutfiya Shavkat (1900 – ?), provdala se a měla děti
- Princ Muhammad Abdul Kadir (1902 – 1919)